# Patrick Kavanagh
Pour les personnes ayant le même patronyme, voir Kavanagh.

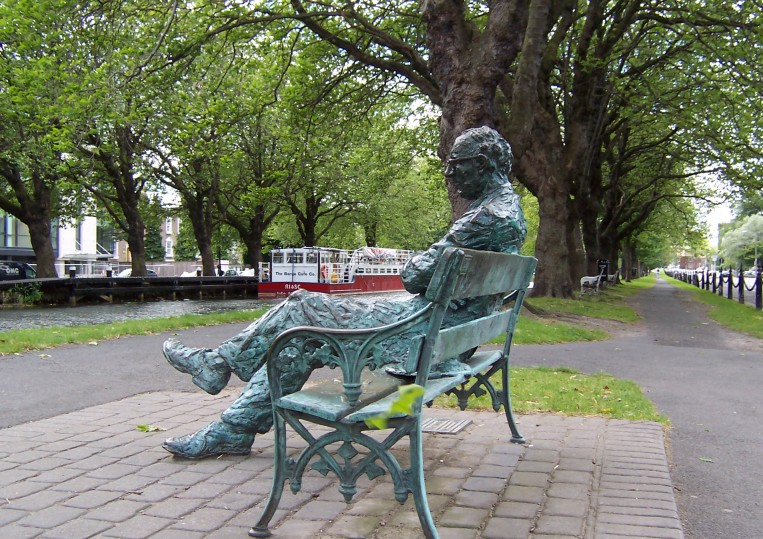
Statue de Patrick Kavanagh à Dublin.

Patrick Kavanagh (en irlandais : Pádraig Caomhánach ; 21 octobre 1904 - 30 novembre 1967) est un poète et romancier irlandais. Il est considéré comme un des principaux poètes du XXe siècle, célèbre pour le roman Tarry Flynn et le poème On Raglan Road.

## Biographie
Patrick Kavanagh naît en 1904 à Iniskeen dans le Comté de Monaghan. D'abord journaliste à Dublin, il est ensuite nommé à l'Université nationale d'Irlande.
En avril 1967 il épouse sa compagne de longue date Katherine Barry Moloney (1928-1989), sœur de l'artiste vitrailliste Helen Moloney.

## Patrimoine
Le Centre Patrick Kavanagh (The Patrick Kavanagh Centre en anglais) au Trinity College à Dublin offre des expositions sur l'histoire locale et sur Kavanagh avec un théâtre audiovisuel de soixante places et une bibliothèque de recherche.

## Œuvres
- The Green Fool (1938), roman
- The Great Hunger (1947)
- Tarry Flynn (1948), roman
- Self Portrait (1964)
- Complete Poems (1964)
- Collected Prose (1967)